# Nybyn (Örnsköldsvik)
Nybyn is een plaats in de gemeente Örnsköldsvik in het landschap Ångermanland en de provincie Västernorrlands län in Zweden. De plaats heeft 52 inwoners (2005) en een oppervlakte van 25 hectare. De plaats ligt vlak bij de rivier de Nätraån.